# 克本かさね
克本 かさね（かつもと かさね）は、日本の漫画家。代表作は『愛の鉄人』、『恋愛中毒』、『口説き上手な男たち〜若社長の愛のおしおき〜』など。ティーンズラブ漫画を手がける。

## 来歴
デビューから2002年ごろまでは『ASUKA』（角川書店）にて執筆。また、原作付きの作品や小説の挿絵なども手掛けている。
2003年ごろからは『COMIC Honey』（同社）にて作品を発表するようになり、2005年ごろには秋田書店に移り、『恋愛LoveMAX』にて執筆。
2018年には『恋愛LoveMAX』作家の一員として扱われている。

## 作品リスト

### 書籍

#### 角川書店
- 三剣物語（原作：ひかわ玲子、あすかコミックス、1992年12月 - 1993年9月、全3巻）
- 嵐になるまで待って（あすかコミックスDX、1994年12月）
- ダブル・ジャンクション 鏡の中のあいつ（あすかコミックスDX、1995年12月 - 1996年3月、全2巻）
- その手をどけろ（あすかコミックス、1998年11月13日 - 2001年1月17日、全8巻）
- ペナルティーなあいつ（あすかコミックス、1999年10月16日）
- 難攻不落少年（あすかコミックス、2001年3月17日）
- 俺たちを天使と呼ぶな 上下（あすかコミックス、2001年9月13日 - 2001年12月17日、全2巻）
- 光の子（あすかコミックス、2001年7月17日 - 2002年8月17日、全4巻）
- 野生の薔薇（あすかコミックス、2003年3月17日）
- ベルナとガーランド 盲導犬ものがたり（原作：郡司ななえ、単行本、2004年12月）

#### 秋田書店
- ディープキス（MIUコミックス、2005年10月28日発売[3]）
- ディープセックス（MIUコミックス、2006年4月14日発売[4]）
- 毎日がH曜日♥（MIUコミックス、2006年10月16日発売[5]）
- 誘惑の晩餐（MIUコミックス、2007年2月16日発売[6]）
- 恋する野獣〜Love Beast〜（恋愛MAX COMICS、2007年6月15日[7] - 2008年5月16日[8]、全3巻）
- 女豹と忠実な下僕（恋愛MAX COMICS、2007年9月14日発売[9]）
- 王様のいいなり（恋愛MAX COMICS、2008年3月14日発売[10]）
- 愛の鉄人（恋愛MAX COMICS、2008年12月16日[11] - 2009年12月16日[12]、全3巻）
- あなたの愛に殺られたい（恋愛MAX COMICS、2009年6月16日[13] - 2011年2月16日[14]、全3巻）
- 愛カフェテリア〜いい男だらけの大学恋愛物語〜（恋愛MAX COMICS、2010年9月16日発売[15]）
- 愛シェアハウス 〜こんな男と暮らしたい〜（恋愛MAX COMICS、2011年4月15日発売[16]）
- オフタイムの獣（恋愛MAX COMICS、2011年7月15日発売[17]）
- 口説き上手な男たち〜若社長の愛のおしおき〜（恋愛MAX COMICS、2012年2月16日発売[18]）
- Sの誘惑（恋愛MAX COMICS、2012年3月16日発売[19]）
- 恋愛中毒（恋愛MAX COMICS、2012年9月14日発売[20]）
- 東京ビーチボーイ（恋愛MAX COMICS、2013年2月15日発売[21]）
- シンデレラヒール〜帰ってきた俺様男の危険な誘惑〜（恋愛MAX COMICS、2013年8月16日発売[22]）
- エロスな隣人（恋愛MAX COMICS、2014年3月14日発売[23]）
- 欲情するOLたち〜選りすぐりの男が集う化粧品事業部〜（恋愛MAX COMICS、2014年7月16日発売[24]）
- 罠と誘惑〜俺の掌で踊れ！〜（恋愛MAX COMICS、2014年10月16日発売[25]）
- 100人分の快楽（恋愛MAX COMICS、2015年2月16日発売[26]）
- 8つの顔を持つ上司（恋愛MAX COMICS、2015年5月15日発売[27]）
- ドバイ帰りの王様（恋愛MAX COMICS、2015年12月16日発売[28]）
- ロクデナシ億セレブ（恋愛MAX COMICS、2016年3月16日発売[29]）
- 服従ビストロ〜王様のノーパン命令〜（恋愛MAX COMICS、2016年7月15日発売[30]）
- 生かすも殺すも社長次第（恋愛MAX COMICS、2016年11月16日発売[31]）
- 私の体に棲む男（恋愛MAX COMICS、2017年2月16日発売[32]）
- 神と女を虜にする男（恋愛MAX COMICS、2017年9月15日発売[33]）
- 許された不道徳〜結婚前に抱かれたい男〜（恋愛MAX COMICS、2018年4月16日発売[34]）
- 幻とジンクスの島〜美形上司と肉欲に溺れる夏〜（恋愛MAX COMICS、2018年7月13日発売[35]）
- 彼氏より満足できる絶倫兄貴（恋愛MAX COMICS、2019年2月15日発売[36]）
- かつて野獣と呼ばれた男〜神の力を操る恋とSEX〜（恋愛MAX COMICS、2019年10月16日発売[37]）
- ずるい男とずるい女〜女の花が開く夜〜（恋愛MAX COMICS、2020年6月16日発売[38]）
- 彼を愛するにはセックスしかなかった（恋愛MAX COMICS、2020年11月16日発売[39]）
- 社長のおやつには私をお召し上がりください〜賞味期限は3か月〜（恋愛MAX COMICS、2021年4月16日発売[40]）
- 真面目婚活女子、寄ってきた男と寝てみました。（恋愛MAX COMICS、2022年1月14日発売[41][42]）
- 今夜も夫を裏切ってます 〜性の道具は年下隠れイケメン〜（恋愛MAX COMICS、2022年9月14日発売[43][44] - 、全3巻）

### 単行本未収録
- 失恋男子の観察日記（『Eleganceイブ』2023年12月号[45] - ）

### その他
- 秋田書店の東日本大震災チャリティ携帯用待ち受け（2011年4月15日[46]） - 参加[46]